# Argyranthemum pinnatifidum
Argyranthemum pinnatifidum — вид рослин з родини айстрові (Asteraceae), ендемік Мадейри.

## Опис

Багаторічний кущ, розгалужений достатньо, до 1,5 метрів заввишки. Листки довжиною від 7 до 22 сантиметрів.
Квітне в березні й липні. Упродовж усього часу ця рослина з високою декоративною цінністю вирощувалася в садах.

## Поширення
Ендемік архіпелагу Мадейра (о. Мадейра).